# XIV Mostra de Cinema Llatinoamericà de Lleida
La XIII Mostra de Cinema Llatinoamericà de Lleida va tenir lloc a Lleida entre l'11 i el 18 d'abril de 2008. Fou organitzada pel Centre Llatinoamericà de Lleida amb el suport del Patronat de Turisme de la Paeria de Lleida i la col·laboració de la Fundació "la Caixa", la Universitat de Lleida, l'Instituto de Cooperación Iberoamericana, el Ministeri d'Assumptes Socials d'Espanya, la Casa de América i l'Institut Català de Cooperació Iberoamericana. La inauguració i clausura es van celebrar al Teatre Principal de Lleida i les exhibicions a l'Espai Funatic, al Cafè del Teatre de l'Escorxador i el cinema Revival. Poc abans es va signar un conveni entre el Centre Llatinoamericà i la Paeria, per la qual aquesta subvencionaria la Mostra amb 90.000 €. A la inauguració hi va assistir el conseller de Cultura i Mitjans de Comunicació de la Generalitat de Catalunya, Joan Manuel Tresserras.
En aquesta edició es van presentar 86 llargmetratges de 17 països, d'ells 13 de la secció oficial, es va dedicar un homenatge i retrospectiva a Fernando Fernán-Gómez així com a Sergi López i Ayats i Emma Suárez. En aquesta ocasió, a més, les pel·lícules exhibides es mostraran al Centro Cultural Recoleta de Junín. Com a activitats paral·leles es van inaugurar unes escultures de Joaquim Ureña i Ferrer inspirades en el món del cinema; i les exposicions del dibuixant argentí Roberto Fontanarrosa i Hacedor de cuentos: el arte en Guillermo del Toro.

## Pel·lícules exhibides

### Selecció oficial
- Tropa d'elit de José Padilha
- Más que un hombre de Dady Brieva
- El baño del Papa de César Charlone i Enrique Fernández
- El otro d'Ariel Rotter
- Párpados azules d'Ernesto Contreras
- La noche de los inocentes d'Arturo Soto
- Matar a todos d'Esteban Schroeder
- El brindis de Shai Agosin /
- Casa de remolienda de Joaquín Eyzaguirre
- Los demonios del Edén d'Alejandra Islas
- El búfalo de la noche de Jorge Hernández Aldana
- Una sombra al frente d'Augusto Tamayo San Román
- Naranjo en flor d'Antonio González-Vigil /

### Retrospectiva Fernando Fernán Gómez
- Esa pareja feliz (1951) de Luis García Berlanga
- El espíritu de la colmena (1973) de Víctor Erice
- El abuelo (1998) de José Luis Garci
- La lengua de las mariposas (1999) de José Luis Cuerda
- La silla de Fernando (2006) de David Trueba

### Trobada amb Emma Suárez
- La ardilla roja (1993) de Julio Medem
- El perro del hortelano (1996) de Pilar Miró
- Besos para todos (2000) de Jaime Chávarri
- Horas de luz (2004) de Manuel Matji Tuduri
- Bajo las estrellas (2007) de Félix Viscarret
- Todos los días son tuyos (2008) de José Luis Gutiérrez Arias

### Trobada amb Sergi López
- Western (1997) de Manuel Poirier
- Carícies (1997) de Ventura Pons
- Une liaison pornographique (1999) de Frédéric Fonteyne
- Dirty Pretty Things (2002) de Stephen Frears
- Harry, un amic que us estima (2000) de Dominik Moll
- El laberinto del fauno (2006) de Guillermo del Toro

### País convidat: Argentina
- Boquitas pintadas (1974) de Leopoldo Torre Nilsson
- La historia oficial (1985) de Luis Puenzo
- Sol de otoño (1996) d'Eduardo Mignogna
- Un lugar en el mundo (1992) d'Adolfo Aristarain
- Esperando la carroza (1985) d'Alejandro Doria
- Gatica, el mono (1993) de Leonardo Favio
- La hora de los hornos (1968) de Fernando "Pino" Solanas i Octavio Getino

### Cinema colombià emergent
- Al final del espectro (2006) de Juan Felipe Orozco
- Satanás (2007) d'Andi Baiz
- Bluff (2007) de Felipe Martínez Amador
- Apocalipsur (2006) de Javier Mejía
- El colombian dream (2006) de Felipe Aljure

## Jurat
El jurat de la selecció oficial era format per Manuel Pérez Estremera (president), Óscar Peyrou, Jaime Boix, Tristán Ulloa i Ricardo Steinberg.

## Premis
Els premis atorgats en aquesta edició foren:
| Categoria                             | Premiat             | Treball                            |
| ------------------------------------- | ------------------- | ---------------------------------- |
| Premi de l'Audiència                  | Más que un hombre   | Dady Brieva                        |
| Millor director                       | Ariel Rotter        | El otro                            |
| Millor opera prima                    | El baño del Papa    | César Charlone i Enrique Fernández |
| Millor actor                          | Julio Chávez        | El otro                            |
| Millor actriu                         | Cecilia Suárez      | Párpados azules                    |
| Millor guió                           | Matar a todos       | Daniel Henríquez, Alejandra Marino |
| Millor documental                     | M                   | Nicolás Prividera                  |
| Millor curtmetratge                   | Paseo               | Arturo Ruiz Serrano                |
| Premi Ángel Fernández-Santos          | Àlex Gorina i Macià |                                    |
| Premi TVE                             | El baño del Papa    | Ramón Costafreda                   |
| Premi "Altres propostes" (grup Segre) |                     |                                    |